# Benelli Supernova
Benelli Supernova — итальянское помповое ружьё, предназначенное для охоты, самообороны и правоохранительных органов, производимое компанией Benelli Armi SpA. 

## Варианты
Доступны три основные модели:
- SUPERNOVA с ComforTech: Эта модель доступна с различными конфигурациями ствола и прицелов, наиболее предназначенными для охоты и стендовой стрельбы. Производится как в чёрном, так и в камуфляжном исполнении. Стволы могут быть нарезными или гладкоствольными, их длина обычно составляет 24, 26 или 28 дюймов. Доступны пять типов чоков.
- SUPERNOVA с SteadyGrip: Эта модель доступна только со стволом длиной 24 дюйма. Устойчивая рукоятка была разработана для повышения точности стрельбы.
- SUPERNOVA Tactical: Эта модель может быть оснащена открытым или кольцевым прицелом, имеет ствол длиной 18,5 или 14 дюймов с фиксированным цилиндрическим чоком,[1] с фиксированной, либо с регулируемой пистолетной рукояткой и прикладом.
- SUPERNOVA Tactical (для Королевской полиции Таиланда): Эта модель оснащена кольцевым прицелом, планкой Пикатинни под цевьём и имеет 14-дюймовый ствол с тремя типами чоков,[1] с регулируемой пистолетной рукояткой и прикладом.

## Операторы
- Бангладеш: 
  - Бангладешский Ансар: Примерно 1800 ружей.[2][3]
- Франция:
  - Вооружённые силы Франции: В 2022 году Benelli Supernova Tactical был принят на вооружение в качестве нового служебного дробовика.[4]
- Португалия: 
  - Сухопутные войска Португалии: В 2020 году было закуплено 380 ружей.[5]
- Таиланд: 
  - Королевская полиция Таиланда: В 2020 - 2021 годах Benelli Supernova Tactical 14" был избран в качестве нового служебного дробовика.[4]